# Réseau interurbain de l'Aude
 (19 février 2020).
Le réseau interurbain de l'Aude était un réseau de lignes d'autocar en France dans le département de l'Aude. L'exploitation du réseau était déléguée à un grand nombre de sociétés de transport de la région par l'autorité organisatrice des transports qui était le Conseil départemental de l'Aude. Le réseau était exploité sous la marque Audelignes.
Le réseau a été remplacé par le réseau régional unique Lignes intermodales d'Occitanie en septembre 2018.

## Historique

### Régionalisation des transports
Dans le cadre de la loi NOTRe, la région Occitanie est devenue compétente en matière de transport en commun à la place des départements. De ce fait, en septembre 2018, le réseau Audelignes a laissé place au réseau régional des lignes intermodales d'Occitanie (liO).

## Réseau actuel

### Lignes 1 à 9
| Ligne | Caractéristiques | Caractéristiques    | Caractéristiques    | Caractéristiques    | Caractéristiques               | Caractéristiques                           | Caractéristiques                         | Caractéristiques    | Caractéristiques    |
| 1     | 1 | 1                   | 1                   | 1                   | 1                              | 1                                          | 1                                        | 1                   | 1                   |
| 1     | Narbonne ⥋ Lézignan | Narbonne ⥋ Lézignan | Narbonne ⥋ Lézignan | Narbonne ⥋ Lézignan | Narbonne ⥋ Lézignan            | Narbonne ⥋ Lézignan                        | Narbonne ⥋ Lézignan                      | Narbonne ⥋ Lézignan | Narbonne ⥋ Lézignan |
| ----- | --- | ------------------- | ------------------- | ------------------- | ------------------------------ | ------------------------------------------ | ---------------------------------------- | ------------------- | ------------------- |
| 1     | Ouverture / Fermeture — / — | Longueur —          | Durée —             | Nb. d’arrêts 15     | Matériel Mercedes-Benz Intouro | Jours de fonctionnement L, Ma, Me, J, V, S | Jour / Soir / Nuit / Fêtes O / — / N / N | Voy. / an —         | Dépôt —             |
| 1     | Desserte : - Pôles d'échanges : Lézignan-Corbières - Stations desservies : Trèbes, Floure, Barbaira, Capendu, Douzens, Moux, Castelnau-d'Aude, Escales, Montbrun-des-Corbières, Conilhac-Corbières, Villedaigne, Montredon-des-Corbières |                     |                     |                     |                                |                                            |                                          |                     |                     |
| 1     | Autre : La desserte de certaines stations ne s'effectue que dans un seul sens. |                     |                     |                     |                                |                                            |                                          |                     |                     |
| 1     | Dernière actualisation : — |                     |                     |                     |                                |                                            |                                          |                     |                     |
| 2     | 2 | 2                   | 2                   | 2                   | 2                              | 2                                          | 2                                        | 2                   | 2                   |
| 2     | ? ⥋ ? |                     |                     |                     |                                |                                            |                                          |                     |                     |
| 2     | Ouverture / Fermeture — / — | Longueur —          | Durée —             | Nb. d’arrêts —      | Matériel Mercedes-Benz Intouro | Jours de fonctionnement L, Ma, Me, J, V, S | Jour / Soir / Nuit / Fêtes O / — / N / N | Voy. / an —         | Dépôt —             |
| 2     | Desserte : - Pôles d'échanges : - Stations desservies : |                     |                     |                     |                                |                                            |                                          |                     |                     |
| 2     | Autre : La desserte de certaines stations ne s'effectue que dans un seul sens. |                     |                     |                     |                                |                                            |                                          |                     |                     |
| 2     | Dernière actualisation : — |                     |                     |                     |                                |                                            |                                          |                     |                     |
| 3     | 3 | 3                   | 3                   | 3                   | 3                              | 3                                          | 3                                        | 3                   | 3                   |
| 3     | ? ⥋ ? |                     |                     |                     |                                |                                            |                                          |                     |                     |
| 3     | Ouverture / Fermeture — / — | Longueur —          | Durée —             | Nb. d’arrêts —      | Matériel Mercedes-Benz Intouro | Jours de fonctionnement L, Ma, Me, J, V, S | Jour / Soir / Nuit / Fêtes O / — / N / N | Voy. / an —         | Dépôt —             |
| 3     | Desserte : - Pôles d'échanges : - Stations desservies : |                     |                     |                     |                                |                                            |                                          |                     |                     |
| 3     | Autre : La desserte de certaines stations ne s'effectue que dans un seul sens. |                     |                     |                     |                                |                                            |                                          |                     |                     |
| 3     | Dernière actualisation : — |                     |                     |                     |                                |                                            |                                          |                     |                     |
| 4     | 4 | 4                   | 4                   | 4                   | 4                              | 4                                          | 4                                        | 4                   | 4                   |
| 4     | ? ⥋ ? |                     |                     |                     |                                |                                            |                                          |                     |                     |
| 4     | Ouverture / Fermeture — / — | Longueur —          | Durée —             | Nb. d’arrêts —      | Matériel Mercedes-Benz Intouro | Jours de fonctionnement L, Ma, Me, J, V, S | Jour / Soir / Nuit / Fêtes O / — / N / N | Voy. / an —         | Dépôt —             |
| 4     | Desserte : - Pôles d'échanges : - Stations desservies : |                     |                     |                     |                                |                                            |                                          |                     |                     |
| 4     | Autre : La desserte de certaines stations ne s'effectue que dans un seul sens. |                     |                     |                     |                                |                                            |                                          |                     |                     |
| 4     | Dernière actualisation : — |                     |                     |                     |                                |                                            |                                          |                     |                     |
| 5     | 5 | 5                   | 5                   | 5                   | 5                              | 5                                          | 5                                        | 5                   | 5                   |
| 5     | ? ⥋ ? |                     |                     |                     |                                |                                            |                                          |                     |                     |
| 5     | Ouverture / Fermeture — / — | Longueur —          | Durée —             | Nb. d’arrêts —      | Matériel Mercedes-Benz Intouro | Jours de fonctionnement L, Ma, Me, J, V, S | Jour / Soir / Nuit / Fêtes O / — / N / N | Voy. / an —         | Dépôt —             |
| 5     | Desserte : - Pôles d'échanges : - Stations desservies : |                     |                     |                     |                                |                                            |                                          |                     |                     |
| 5     | Autre : La desserte de certaines stations ne s'effectue que dans un seul sens. |                     |                     |                     |                                |                                            |                                          |                     |                     |
| 5     | Dernière actualisation : — |                     |                     |                     |                                |                                            |                                          |                     |                     |
| 6     | 6 | 6                   | 6                   | 6                   | 6                              | 6                                          | 6                                        | 6                   | 6                   |
| 6     | ? ⥋ ? |                     |                     |                     |                                |                                            |                                          |                     |                     |
| 6     | Ouverture / Fermeture — / — | Longueur —          | Durée —             | Nb. d’arrêts —      | Matériel Mercedes-Benz Intouro | Jours de fonctionnement L, Ma, Me, J, V, S | Jour / Soir / Nuit / Fêtes O / — / N / N | Voy. / an —         | Dépôt —             |
| 6     | Desserte : - Pôles d'échanges : - Stations desservies : |                     |                     |                     |                                |                                            |                                          |                     |                     |
| 6     | Autre : La desserte de certaines stations ne s'effectue que dans un seul sens. |                     |                     |                     |                                |                                            |                                          |                     |                     |
| 6     | Dernière actualisation : — |                     |                     |                     |                                |                                            |                                          |                     |                     |
| 7     | 7 | 7                   | 7                   | 7                   | 7                              | 7                                          | 7                                        | 7                   | 7                   |
| 7     | ? ⥋ ? |                     |                     |                     |                                |                                            |                                          |                     |                     |
| 7     | Ouverture / Fermeture — / — | Longueur —          | Durée —             | Nb. d’arrêts —      | Matériel Mercedes-Benz Intouro | Jours de fonctionnement L, Ma, Me, J, V, S | Jour / Soir / Nuit / Fêtes O / — / N / N | Voy. / an —         | Dépôt —             |
| 7     | Desserte : - Pôles d'échanges : - Stations desservies : |                     |                     |                     |                                |                                            |                                          |                     |                     |
| 7     | Autre : La desserte de certaines stations ne s'effectue que dans un seul sens. |                     |                     |                     |                                |                                            |                                          |                     |                     |
| 7     | Dernière actualisation : — |                     |                     |                     |                                |                                            |                                          |                     |                     |
| 8     | 8 | 8                   | 8                   | 8                   | 8                              | 8                                          | 8                                        | 8                   | 8                   |
| 8     | ? ⥋ ? |                     |                     |                     |                                |                                            |                                          |                     |                     |
| 8     | Ouverture / Fermeture — / — | Longueur —          | Durée —             | Nb. d’arrêts —      | Matériel Mercedes-Benz Intouro | Jours de fonctionnement L, Ma, Me, J, V, S | Jour / Soir / Nuit / Fêtes O / — / N / N | Voy. / an —         | Dépôt —             |
| 8     | Desserte : - Pôles d'échanges : - Stations desservies : |                     |                     |                     |                                |                                            |                                          |                     |                     |
| 8     | Autre : La desserte de certaines stations ne s'effectue que dans un seul sens. |                     |                     |                     |                                |                                            |                                          |                     |                     |
| 8     | Dernière actualisation : — |                     |                     |                     |                                |                                            |                                          |                     |                     |
| 9     | 9 | 9                   | 9                   | 9                   | 9                              | 9                                          | 9                                        | 9                   | 9                   |
| 9     | ? ⥋ ? |                     |                     |                     |                                |                                            |                                          |                     |                     |
| 9     | Ouverture / Fermeture — / — | Longueur —          | Durée —             | Nb. d’arrêts —      | Matériel Mercedes-Benz Intouro | Jours de fonctionnement L, Ma, Me, J, V, S | Jour / Soir / Nuit / Fêtes O / — / N / N | Voy. / an —         | Dépôt —             |
| 9     | Desserte : - Pôles d'échanges : - Stations desservies : |                     |                     |                     |                                |                                            |                                          |                     |                     |
| 9     | Autre : La desserte de certaines stations ne s'effectue que dans un seul sens. |                     |                     |                     |                                |                                            |                                          |                     |                     |
| 9     | Dernière actualisation : — |                     |                     |                     |                                |                                            |                                          |                     |                     |

### Lignes 10 à 19
| Ligne | Caractéristiques                                                               | Caractéristiques | Caractéristiques | Caractéristiques | Caractéristiques               | Caractéristiques                           | Caractéristiques                         | Caractéristiques | Caractéristiques |
| 10    | 10                                                                             | 10               | 10               | 10               | 10                             | 10                                         | 10                                       | 10               | 10               |
| 10    | ? ⥋ ?                                                                          | ? ⥋ ?            | ? ⥋ ?            | ? ⥋ ?            | ? ⥋ ?                          | ? ⥋ ?                                      | ? ⥋ ?                                    | ? ⥋ ?            | ? ⥋ ?            |
| ----- | ------------------------------------------------------------------------------ | ---------------- | ---------------- | ---------------- | ------------------------------ | ------------------------------------------ | ---------------------------------------- | ---------------- | ---------------- |
| 10    | Ouverture / Fermeture — / —                                                    | Longueur —       | Durée —          | Nb. d’arrêts —   | Matériel Mercedes-Benz Intouro | Jours de fonctionnement L, Ma, Me, J, V, S | Jour / Soir / Nuit / Fêtes O / — / N / N | Voy. / an —      | Dépôt —          |
| 10    | Desserte : - Pôles d'échanges : - Stations desservies :                        |                  |                  |                  |                                |                                            |                                          |                  |                  |
| 10    | Autre : La desserte de certaines stations ne s'effectue que dans un seul sens. |                  |                  |                  |                                |                                            |                                          |                  |                  |
| 10    | Dernière actualisation : —                                                     |                  |                  |                  |                                |                                            |                                          |                  |                  |
| 11    | 11                                                                             | 11               | 11               | 11               | 11                             | 11                                         | 11                                       | 11               | 11               |
| 11    | ? ⥋ ?                                                                          |                  |                  |                  |                                |                                            |                                          |                  |                  |
| 11    | Ouverture / Fermeture — / —                                                    | Longueur —       | Durée —          | Nb. d’arrêts —   | Matériel Mercedes-Benz Intouro | Jours de fonctionnement L, Ma, Me, J, V, S | Jour / Soir / Nuit / Fêtes O / — / N / N | Voy. / an —      | Dépôt —          |
| 11    | Desserte : - Pôles d'échanges : - Stations desservies :                        |                  |                  |                  |                                |                                            |                                          |                  |                  |
| 11    | Autre : La desserte de certaines stations ne s'effectue que dans un seul sens. |                  |                  |                  |                                |                                            |                                          |                  |                  |
| 11    | Dernière actualisation : —                                                     |                  |                  |                  |                                |                                            |                                          |                  |                  |
| 12    | 12                                                                             | 12               | 12               | 12               | 12                             | 12                                         | 12                                       | 12               | 12               |
| 12    | ? ⥋ ?                                                                          |                  |                  |                  |                                |                                            |                                          |                  |                  |
| 12    | Ouverture / Fermeture — / —                                                    | Longueur —       | Durée —          | Nb. d’arrêts —   | Matériel Mercedes-Benz Intouro | Jours de fonctionnement L, Ma, Me, J, V, S | Jour / Soir / Nuit / Fêtes O / — / N / N | Voy. / an —      | Dépôt —          |
| 12    | Desserte : - Pôles d'échanges : - Stations desservies :                        |                  |                  |                  |                                |                                            |                                          |                  |                  |
| 12    | Autre : La desserte de certaines stations ne s'effectue que dans un seul sens. |                  |                  |                  |                                |                                            |                                          |                  |                  |
| 12    | Dernière actualisation : —                                                     |                  |                  |                  |                                |                                            |                                          |                  |                  |
| 13    | 13                                                                             | 13               | 13               | 13               | 13                             | 13                                         | 13                                       | 13               | 13               |
| 13    | ? ⥋ ?                                                                          |                  |                  |                  |                                |                                            |                                          |                  |                  |
| 13    | Ouverture / Fermeture — / —                                                    | Longueur —       | Durée —          | Nb. d’arrêts —   | Matériel Mercedes-Benz Intouro | Jours de fonctionnement L, Ma, Me, J, V, S | Jour / Soir / Nuit / Fêtes O / — / N / N | Voy. / an —      | Dépôt —          |
| 13    | Desserte : - Pôles d'échanges : - Stations desservies :                        |                  |                  |                  |                                |                                            |                                          |                  |                  |
| 13    | Autre : La desserte de certaines stations ne s'effectue que dans un seul sens. |                  |                  |                  |                                |                                            |                                          |                  |                  |
| 13    | Dernière actualisation : —                                                     |                  |                  |                  |                                |                                            |                                          |                  |                  |
| 14    | 14                                                                             | 14               | 14               | 14               | 14                             | 14                                         | 14                                       | 14               | 14               |
| 14    | ? ⥋ ?                                                                          |                  |                  |                  |                                |                                            |                                          |                  |                  |
| 14    | Ouverture / Fermeture — / —                                                    | Longueur —       | Durée —          | Nb. d’arrêts —   | Matériel Mercedes-Benz Intouro | Jours de fonctionnement L, Ma, Me, J, V, S | Jour / Soir / Nuit / Fêtes O / — / N / N | Voy. / an —      | Dépôt —          |
| 14    | Desserte : - Pôles d'échanges : - Stations desservies :                        |                  |                  |                  |                                |                                            |                                          |                  |                  |
| 14    | Autre : La desserte de certaines stations ne s'effectue que dans un seul sens. |                  |                  |                  |                                |                                            |                                          |                  |                  |
| 14    | Dernière actualisation : —                                                     |                  |                  |                  |                                |                                            |                                          |                  |                  |
| 15    | 15                                                                             | 15               | 15               | 15               | 15                             | 15                                         | 15                                       | 15               | 15               |
| 15    | ? ⥋ ?                                                                          |                  |                  |                  |                                |                                            |                                          |                  |                  |
| 15    | Ouverture / Fermeture — / —                                                    | Longueur —       | Durée —          | Nb. d’arrêts —   | Matériel Mercedes-Benz Intouro | Jours de fonctionnement L, Ma, Me, J, V, S | Jour / Soir / Nuit / Fêtes O / — / N / N | Voy. / an —      | Dépôt —          |
| 15    | Desserte : - Pôles d'échanges : - Stations desservies :                        |                  |                  |                  |                                |                                            |                                          |                  |                  |
| 15    | Autre : La desserte de certaines stations ne s'effectue que dans un seul sens. |                  |                  |                  |                                |                                            |                                          |                  |                  |
| 15    | Dernière actualisation : —                                                     |                  |                  |                  |                                |                                            |                                          |                  |                  |
| 16    | 16                                                                             | 16               | 16               | 16               | 16                             | 16                                         | 16                                       | 16               | 16               |
| 16    | ? ⥋ ?                                                                          |                  |                  |                  |                                |                                            |                                          |                  |                  |
| 16    | Ouverture / Fermeture — / —                                                    | Longueur —       | Durée —          | Nb. d’arrêts —   | Matériel Mercedes-Benz Intouro | Jours de fonctionnement L, Ma, Me, J, V, S | Jour / Soir / Nuit / Fêtes O / — / N / N | Voy. / an —      | Dépôt Teissier   |
| 16    | Desserte : - Pôles d'échanges : - Stations desservies :                        |                  |                  |                  |                                |                                            |                                          |                  |                  |
| 16    | Autre : La desserte de certaines stations ne s'effectue que dans un seul sens. |                  |                  |                  |                                |                                            |                                          |                  |                  |
| 16    | Dernière actualisation : —                                                     |                  |                  |                  |                                |                                            |                                          |                  |                  |
| 17    | 17                                                                             | 17               | 17               | 17               | 17                             | 17                                         | 17                                       | 17               | 17               |
| 17    | ? ⥋ ?                                                                          |                  |                  |                  |                                |                                            |                                          |                  |                  |
| 17    | Ouverture / Fermeture — / —                                                    | Longueur —       | Durée —          | Nb. d’arrêts —   | Matériel Mercedes-Benz Intouro | Jours de fonctionnement L, Ma, Me, J, V, S | Jour / Soir / Nuit / Fêtes O / — / N / N | Voy. / an —      | Dépôt Teissier   |
| 17    | Desserte : - Pôles d'échanges : - Stations desservies :                        |                  |                  |                  |                                |                                            |                                          |                  |                  |
| 17    | Autre : La desserte de certaines stations ne s'effectue que dans un seul sens. |                  |                  |                  |                                |                                            |                                          |                  |                  |
| 17    | Dernière actualisation : —                                                     |                  |                  |                  |                                |                                            |                                          |                  |                  |
| 18    | 18                                                                             | 18               | 18               | 18               | 18                             | 18                                         | 18                                       | 18               | 18               |
| 18    | ? ⥋ ?                                                                          |                  |                  |                  |                                |                                            |                                          |                  |                  |
| 18    | Ouverture / Fermeture — / —                                                    | Longueur —       | Durée —          | Nb. d’arrêts —   | Matériel Mercedes-Benz Intouro | Jours de fonctionnement L, Ma, Me, J, V, S | Jour / Soir / Nuit / Fêtes O / — / N / N | Voy. / an —      | Dépôt Teissier   |
| 18    | Desserte : - Pôles d'échanges : - Stations desservies :                        |                  |                  |                  |                                |                                            |                                          |                  |                  |
| 18    | Autre : La desserte de certaines stations ne s'effectue que dans un seul sens. |                  |                  |                  |                                |                                            |                                          |                  |                  |
| 18    | Dernière actualisation : —                                                     |                  |                  |                  |                                |                                            |                                          |                  |                  |
| 19    | 19                                                                             | 19               | 19               | 19               | 19                             | 19                                         | 19                                       | 19               | 19               |
| 19    | ? ⥋ ?                                                                          |                  |                  |                  |                                |                                            |                                          |                  |                  |
| 19    | Ouverture / Fermeture — / —                                                    | Longueur —       | Durée —          | Nb. d’arrêts —   | Matériel Mercedes-Benz Intouro | Jours de fonctionnement L, Ma, Me, J, V, S | Jour / Soir / Nuit / Fêtes O / — / N / N | Voy. / an —      | Dépôt —          |
| 19    | Desserte : - Pôles d'échanges : - Stations desservies :                        |                  |                  |                  |                                |                                            |                                          |                  |                  |
| 19    | Autre : La desserte de certaines stations ne s'effectue que dans un seul sens. |                  |                  |                  |                                |                                            |                                          |                  |                  |
| 19    | Dernière actualisation : —                                                     |                  |                  |                  |                                |                                            |                                          |                  |                  |

### Lignes 20 à 29
| Ligne | Caractéristiques                                                               | Caractéristiques | Caractéristiques | Caractéristiques | Caractéristiques               | Caractéristiques                           | Caractéristiques                         | Caractéristiques | Caractéristiques  |
| 20    | 20                                                                             | 20               | 20               | 20               | 20                             | 20                                         | 20                                       | 20               | 20                |
| 20    | ? ⥋ ?                                                                          | ? ⥋ ?            | ? ⥋ ?            | ? ⥋ ?            | ? ⥋ ?                          | ? ⥋ ?                                      | ? ⥋ ?                                    | ? ⥋ ?            | ? ⥋ ?             |
| ----- | ------------------------------------------------------------------------------ | ---------------- | ---------------- | ---------------- | ------------------------------ | ------------------------------------------ | ---------------------------------------- | ---------------- | ----------------- |
| 20    | Ouverture / Fermeture — / —                                                    | Longueur —       | Durée —          | Nb. d’arrêts —   | Matériel Mercedes-Benz Intouro | Jours de fonctionnement L, Ma, Me, J, V, S | Jour / Soir / Nuit / Fêtes O / — / N / N | Voy. / an —      | Dépôt —           |
| 20    | Desserte : - Pôles d'échanges : - Stations desservies :                        |                  |                  |                  |                                |                                            |                                          |                  |                   |
| 20    | Autre : La desserte de certaines stations ne s'effectue que dans un seul sens. |                  |                  |                  |                                |                                            |                                          |                  |                   |
| 20    | Dernière actualisation : —                                                     |                  |                  |                  |                                |                                            |                                          |                  |                   |
| 21    | 21                                                                             | 21               | 21               | 21               | 21                             | 21                                         | 21                                       | 21               | 21                |
| 21    | ? ⥋ ?                                                                          |                  |                  |                  |                                |                                            |                                          |                  |                   |
| 21    | Ouverture / Fermeture — / —                                                    | Longueur —       | Durée —          | Nb. d’arrêts —   | Matériel Mercedes-Benz Intouro | Jours de fonctionnement L, Ma, Me, J, V, S | Jour / Soir / Nuit / Fêtes O / — / N / N | Voy. / an —      | Dépôt Keolis Aude |
| 21    | Desserte : - Pôles d'échanges : - Stations desservies :                        |                  |                  |                  |                                |                                            |                                          |                  |                   |
| 21    | Autre : La desserte de certaines stations ne s'effectue que dans un seul sens. |                  |                  |                  |                                |                                            |                                          |                  |                   |
| 21    | Dernière actualisation : —                                                     |                  |                  |                  |                                |                                            |                                          |                  |                   |
| 22    | 22                                                                             | 22               | 22               | 22               | 22                             | 22                                         | 22                                       | 22               | 22                |
| 22    | ? ⥋ ?                                                                          |                  |                  |                  |                                |                                            |                                          |                  |                   |
| 22    | Ouverture / Fermeture — / —                                                    | Longueur —       | Durée —          | Nb. d’arrêts —   | Matériel Mercedes-Benz Intouro | Jours de fonctionnement L, Ma, Me, J, V, S | Jour / Soir / Nuit / Fêtes O / — / N / N | Voy. / an —      | Dépôt —           |
| 22    | Desserte : - Pôles d'échanges : - Stations desservies :                        |                  |                  |                  |                                |                                            |                                          |                  |                   |
| 22    | Autre : La desserte de certaines stations ne s'effectue que dans un seul sens. |                  |                  |                  |                                |                                            |                                          |                  |                   |
| 22    | Dernière actualisation : —                                                     |                  |                  |                  |                                |                                            |                                          |                  |                   |
| 23    | 23                                                                             | 23               | 23               | 23               | 23                             | 23                                         | 23                                       | 23               | 23                |
| 23    | ? ⥋ ?                                                                          |                  |                  |                  |                                |                                            |                                          |                  |                   |
| 23    | Ouverture / Fermeture — / —                                                    | Longueur —       | Durée —          | Nb. d’arrêts —   | Matériel Mercedes-Benz Intouro | Jours de fonctionnement L, Ma, Me, J, V, S | Jour / Soir / Nuit / Fêtes O / — / N / N | Voy. / an —      | Dépôt —           |
| 23    | Desserte : - Pôles d'échanges : - Stations desservies :                        |                  |                  |                  |                                |                                            |                                          |                  |                   |
| 23    | Autre : La desserte de certaines stations ne s'effectue que dans un seul sens. |                  |                  |                  |                                |                                            |                                          |                  |                   |
| 23    | Dernière actualisation : —                                                     |                  |                  |                  |                                |                                            |                                          |                  |                   |
| 24    | 24                                                                             | 24               | 24               | 24               | 24                             | 24                                         | 24                                       | 24               | 24                |
| 24    | ? ⥋ ?                                                                          |                  |                  |                  |                                |                                            |                                          |                  |                   |
| 24    | Ouverture / Fermeture — / —                                                    | Longueur —       | Durée —          | Nb. d’arrêts —   | Matériel Mercedes-Benz Intouro | Jours de fonctionnement L, Ma, Me, J, V, S | Jour / Soir / Nuit / Fêtes O / — / N / N | Voy. / an —      | Dépôt Keolis Aude |
| 24    | Desserte : - Pôles d'échanges : - Stations desservies :                        |                  |                  |                  |                                |                                            |                                          |                  |                   |
| 24    | Autre : La desserte de certaines stations ne s'effectue que dans un seul sens. |                  |                  |                  |                                |                                            |                                          |                  |                   |
| 24    | Dernière actualisation : —                                                     |                  |                  |                  |                                |                                            |                                          |                  |                   |
| 25    | 25                                                                             | 25               | 25               | 25               | 25                             | 25                                         | 25                                       | 25               | 25                |
| 25    | ? ⥋ ?                                                                          |                  |                  |                  |                                |                                            |                                          |                  |                   |
| 25    | Ouverture / Fermeture — / —                                                    | Longueur —       | Durée —          | Nb. d’arrêts —   | Matériel Mercedes-Benz Intouro | Jours de fonctionnement L, Ma, Me, J, V, S | Jour / Soir / Nuit / Fêtes O / — / N / N | Voy. / an —      | Dépôt —           |
| 25    | Desserte : - Pôles d'échanges : - Stations desservies :                        |                  |                  |                  |                                |                                            |                                          |                  |                   |
| 25    | Autre : La desserte de certaines stations ne s'effectue que dans un seul sens. |                  |                  |                  |                                |                                            |                                          |                  |                   |
| 25    | Dernière actualisation : —                                                     |                  |                  |                  |                                |                                            |                                          |                  |                   |
| 26    | 26                                                                             | 26               | 26               | 26               | 26                             | 26                                         | 26                                       | 26               | 26                |
| 26    | ? ⥋ ?                                                                          |                  |                  |                  |                                |                                            |                                          |                  |                   |
| 26    | Ouverture / Fermeture — / —                                                    | Longueur —       | Durée —          | Nb. d’arrêts —   | Matériel Mercedes-Benz Intouro | Jours de fonctionnement L, Ma, Me, J, V, S | Jour / Soir / Nuit / Fêtes O / — / N / N | Voy. / an —      | Dépôt —           |
| 26    | Desserte : - Pôles d'échanges : - Stations desservies :                        |                  |                  |                  |                                |                                            |                                          |                  |                   |
| 26    | Autre : La desserte de certaines stations ne s'effectue que dans un seul sens. |                  |                  |                  |                                |                                            |                                          |                  |                   |
| 26    | Dernière actualisation : —                                                     |                  |                  |                  |                                |                                            |                                          |                  |                   |
| 27    | 27                                                                             | 27               | 27               | 27               | 27                             | 27                                         | 27                                       | 27               | 27                |
| 27    | ? ⥋ ?                                                                          |                  |                  |                  |                                |                                            |                                          |                  |                   |
| 27    | Ouverture / Fermeture — / —                                                    | Longueur —       | Durée —          | Nb. d’arrêts —   | Matériel Mercedes-Benz Intouro | Jours de fonctionnement L, Ma, Me, J, V, S | Jour / Soir / Nuit / Fêtes O / — / N / N | Voy. / an —      | Dépôt —           |
| 27    | Desserte : - Pôles d'échanges : - Stations desservies :                        |                  |                  |                  |                                |                                            |                                          |                  |                   |
| 27    | Autre : La desserte de certaines stations ne s'effectue que dans un seul sens. |                  |                  |                  |                                |                                            |                                          |                  |                   |
| 27    | Dernière actualisation : —                                                     |                  |                  |                  |                                |                                            |                                          |                  |                   |
| 28    | 28                                                                             | 28               | 28               | 28               | 28                             | 28                                         | 28                                       | 28               | 28                |
| 28    | ? ⥋ ?                                                                          |                  |                  |                  |                                |                                            |                                          |                  |                   |
| 28    | Ouverture / Fermeture — / —                                                    | Longueur —       | Durée —          | Nb. d’arrêts —   | Matériel Mercedes-Benz Intouro | Jours de fonctionnement L, Ma, Me, J, V, S | Jour / Soir / Nuit / Fêtes O / — / N / N | Voy. / an —      | Dépôt —           |
| 28    | Desserte : - Pôles d'échanges : - Stations desservies :                        |                  |                  |                  |                                |                                            |                                          |                  |                   |
| 28    | Autre : La desserte de certaines stations ne s'effectue que dans un seul sens. |                  |                  |                  |                                |                                            |                                          |                  |                   |
| 28    | Dernière actualisation : —                                                     |                  |                  |                  |                                |                                            |                                          |                  |                   |
| 29    | 29                                                                             | 29               | 29               | 29               | 29                             | 29                                         | 29                                       | 29               | 29                |
| 29    | ? ⥋ ?                                                                          |                  |                  |                  |                                |                                            |                                          |                  |                   |
| 29    | Ouverture / Fermeture — / —                                                    | Longueur —       | Durée —          | Nb. d’arrêts —   | Matériel Mercedes-Benz Intouro | Jours de fonctionnement L, Ma, Me, J, V, S | Jour / Soir / Nuit / Fêtes O / — / N / N | Voy. / an —      | Dépôt —           |
| 29    | Desserte : - Pôles d'échanges : - Stations desservies :                        |                  |                  |                  |                                |                                            |                                          |                  |                   |
| 29    | Autre : La desserte de certaines stations ne s'effectue que dans un seul sens. |                  |                  |                  |                                |                                            |                                          |                  |                   |
| 29    | Dernière actualisation : —                                                     |                  |                  |                  |                                |                                            |                                          |                  |                   |

### Lignes 30 à 39
| Ligne | Caractéristiques                                                               | Caractéristiques | Caractéristiques | Caractéristiques | Caractéristiques               | Caractéristiques                           | Caractéristiques                         | Caractéristiques | Caractéristiques   |
| 30    | 30                                                                             | 30               | 30               | 30               | 30                             | 30                                         | 30                                       | 30               | 30                 |
| 30    | ? ⥋ ?                                                                          | ? ⥋ ?            | ? ⥋ ?            | ? ⥋ ?            | ? ⥋ ?                          | ? ⥋ ?                                      | ? ⥋ ?                                    | ? ⥋ ?            | ? ⥋ ?              |
| ----- | ------------------------------------------------------------------------------ | ---------------- | ---------------- | ---------------- | ------------------------------ | ------------------------------------------ | ---------------------------------------- | ---------------- | ------------------ |
| 30    | Ouverture / Fermeture — / —                                                    | Longueur —       | Durée —          | Nb. d’arrêts —   | Matériel Mercedes-Benz Intouro | Jours de fonctionnement L, Ma, Me, J, V, S | Jour / Soir / Nuit / Fêtes O / — / N / N | Voy. / an —      | Dépôt —            |
| 30    | Desserte : - Pôles d'échanges : - Stations desservies :                        |                  |                  |                  |                                |                                            |                                          |                  |                    |
| 30    | Autre : La desserte de certaines stations ne s'effectue que dans un seul sens. |                  |                  |                  |                                |                                            |                                          |                  |                    |
| 30    | Dernière actualisation : —                                                     |                  |                  |                  |                                |                                            |                                          |                  |                    |
| 31    | 31                                                                             | 31               | 31               | 31               | 31                             | 31                                         | 31                                       | 31               | 31                 |
| 31    | ? ⥋ ?                                                                          |                  |                  |                  |                                |                                            |                                          |                  |                    |
| 31    | Ouverture / Fermeture — / —                                                    | Longueur —       | Durée —          | Nb. d’arrêts —   | Matériel Mercedes-Benz Intouro | Jours de fonctionnement L, Ma, Me, J, V, S | Jour / Soir / Nuit / Fêtes O / — / N / N | Voy. / an —      | Dépôt —            |
| 31    | Desserte : - Pôles d'échanges : - Stations desservies :                        |                  |                  |                  |                                |                                            |                                          |                  |                    |
| 31    | Autre : La desserte de certaines stations ne s'effectue que dans un seul sens. |                  |                  |                  |                                |                                            |                                          |                  |                    |
| 31    | Dernière actualisation : —                                                     |                  |                  |                  |                                |                                            |                                          |                  |                    |
| 32    | 32                                                                             | 32               | 32               | 32               | 32                             | 32                                         | 32                                       | 32               | 32                 |
| 32    | ? ⥋ ?                                                                          |                  |                  |                  |                                |                                            |                                          |                  |                    |
| 32    | Ouverture / Fermeture — / —                                                    | Longueur —       | Durée —          | Nb. d’arrêts —   | Matériel Mercedes-Benz Intouro | Jours de fonctionnement L, Ma, Me, J, V, S | Jour / Soir / Nuit / Fêtes O / — / N / N | Voy. / an —      | Dépôt —            |
| 32    | Desserte : - Pôles d'échanges : - Stations desservies :                        |                  |                  |                  |                                |                                            |                                          |                  |                    |
| 32    | Autre : La desserte de certaines stations ne s'effectue que dans un seul sens. |                  |                  |                  |                                |                                            |                                          |                  |                    |
| 32    | Dernière actualisation : —                                                     |                  |                  |                  |                                |                                            |                                          |                  |                    |
| 33    | 33                                                                             | 33               | 33               | 33               | 33                             | 33                                         | 33                                       | 33               | 33                 |
| 33    | ? ⥋ ?                                                                          |                  |                  |                  |                                |                                            |                                          |                  |                    |
| 33    | Ouverture / Fermeture — / —                                                    | Longueur —       | Durée —          | Nb. d’arrêts —   | Matériel Mercedes-Benz Intouro | Jours de fonctionnement L, Ma, Me, J, V, S | Jour / Soir / Nuit / Fêtes O / — / N / N | Voy. / an —      | Dépôt —            |
| 33    | Desserte : - Pôles d'échanges : - Stations desservies :                        |                  |                  |                  |                                |                                            |                                          |                  |                    |
| 33    | Autre : La desserte de certaines stations ne s'effectue que dans un seul sens. |                  |                  |                  |                                |                                            |                                          |                  |                    |
| 33    | Dernière actualisation : —                                                     |                  |                  |                  |                                |                                            |                                          |                  |                    |
| 34    | 34                                                                             | 34               | 34               | 34               | 34                             | 34                                         | 34                                       | 34               | 34                 |
| 34    | ? ⥋ ?                                                                          |                  |                  |                  |                                |                                            |                                          |                  |                    |
| 34    | Ouverture / Fermeture — / —                                                    | Longueur —       | Durée —          | Nb. d’arrêts —   | Matériel Mercedes-Benz Intouro | Jours de fonctionnement L, Ma, Me, J, V, S | Jour / Soir / Nuit / Fêtes O / — / N / N | Voy. / an —      | Dépôt —            |
| 34    | Desserte : - Pôles d'échanges : - Stations desservies :                        |                  |                  |                  |                                |                                            |                                          |                  |                    |
| 34    | Autre : La desserte de certaines stations ne s'effectue que dans un seul sens. |                  |                  |                  |                                |                                            |                                          |                  |                    |
| 34    | Dernière actualisation : —                                                     |                  |                  |                  |                                |                                            |                                          |                  |                    |
| 35    | 35                                                                             | 35               | 35               | 35               | 35                             | 35                                         | 35                                       | 35               | 35                 |
| 35    | ? ⥋ ?                                                                          |                  |                  |                  |                                |                                            |                                          |                  |                    |
| 35    | Ouverture / Fermeture — / —                                                    | Longueur —       | Durée —          | Nb. d’arrêts —   | Matériel Mercedes-Benz Intouro | Jours de fonctionnement L, Ma, Me, J, V, S | Jour / Soir / Nuit / Fêtes O / — / N / N | Voy. / an —      | Dépôt —            |
| 35    | Desserte : - Pôles d'échanges : - Stations desservies :                        |                  |                  |                  |                                |                                            |                                          |                  |                    |
| 35    | Autre : La desserte de certaines stations ne s'effectue que dans un seul sens. |                  |                  |                  |                                |                                            |                                          |                  |                    |
| 35    | Dernière actualisation : —                                                     |                  |                  |                  |                                |                                            |                                          |                  |                    |
| 36    | 36                                                                             | 36               | 36               | 36               | 36                             | 36                                         | 36                                       | 36               | 36                 |
| 36    | ? ⥋ ?                                                                          |                  |                  |                  |                                |                                            |                                          |                  |                    |
| 36    | Ouverture / Fermeture — / —                                                    | Longueur —       | Durée —          | Nb. d’arrêts —   | Matériel Mercedes-Benz Intouro | Jours de fonctionnement L, Ma, Me, J, V, S | Jour / Soir / Nuit / Fêtes O / — / N / N | Voy. / an —      | Dépôt —            |
| 36    | Desserte : - Pôles d'échanges : - Stations desservies :                        |                  |                  |                  |                                |                                            |                                          |                  |                    |
| 36    | Autre : La desserte de certaines stations ne s'effectue que dans un seul sens. |                  |                  |                  |                                |                                            |                                          |                  |                    |
| 36    | Dernière actualisation : —                                                     |                  |                  |                  |                                |                                            |                                          |                  |                    |
| 37    | 37                                                                             | 37               | 37               | 37               | 37                             | 37                                         | 37                                       | 37               | 37                 |
| 37    | ? ⥋ ?                                                                          |                  |                  |                  |                                |                                            |                                          |                  |                    |
| 37    | Ouverture / Fermeture — / —                                                    | Longueur —       | Durée —          | Nb. d’arrêts —   | Matériel Mercedes-Benz Intouro | Jours de fonctionnement L, Ma, Me, J, V, S | Jour / Soir / Nuit / Fêtes O / — / N / N | Voy. / an —      | Dépôt —            |
| 37    | Desserte : - Pôles d'échanges : - Stations desservies :                        |                  |                  |                  |                                |                                            |                                          |                  |                    |
| 37    | Autre : La desserte de certaines stations ne s'effectue que dans un seul sens. |                  |                  |                  |                                |                                            |                                          |                  |                    |
| 37    | Dernière actualisation : —                                                     |                  |                  |                  |                                |                                            |                                          |                  |                    |
| 38    | 38                                                                             | 38               | 38               | 38               | 38                             | 38                                         | 38                                       | 38               | 38                 |
| 38    | ? ⥋ ?                                                                          |                  |                  |                  |                                |                                            |                                          |                  |                    |
| 38    | Ouverture / Fermeture — / —                                                    | Longueur —       | Durée —          | Nb. d’arrêts —   | Matériel Mercedes-Benz Intouro | Jours de fonctionnement L, Ma, Me, J, V, S | Jour / Soir / Nuit / Fêtes O / — / N / N | Voy. / an —      | Dépôt —            |
| 38    | Desserte : - Pôles d'échanges : - Stations desservies :                        |                  |                  |                  |                                |                                            |                                          |                  |                    |
| 38    | Autre : La desserte de certaines stations ne s'effectue que dans un seul sens. |                  |                  |                  |                                |                                            |                                          |                  |                    |
| 38    | Dernière actualisation : —                                                     |                  |                  |                  |                                |                                            |                                          |                  |                    |
| 39    | 39                                                                             | 39               | 39               | 39               | 39                             | 39                                         | 39                                       | 39               | 39                 |
| 39    | ? ⥋ ?                                                                          |                  |                  |                  |                                |                                            |                                          |                  |                    |
| 39    | Ouverture / Fermeture — / —                                                    | Longueur —       | Durée —          | Nb. d’arrêts —   | Matériel Mercedes-Benz Intouro | Jours de fonctionnement L, Ma, Me, J, V, S | Jour / Soir / Nuit / Fêtes O / — / N / N | Voy. / an —      | Dépôt G.E.P. Vidal |
| 39    | Desserte : - Pôles d'échanges : - Stations desservies :                        |                  |                  |                  |                                |                                            |                                          |                  |                    |
| 39    | Autre : La desserte de certaines stations ne s'effectue que dans un seul sens. |                  |                  |                  |                                |                                            |                                          |                  |                    |
| 39    | Dernière actualisation : —                                                     |                  |                  |                  |                                |                                            |                                          |                  |                    |

### Lignes 40 à 49
| Ligne | Caractéristiques                                                               | Caractéristiques | Caractéristiques | Caractéristiques | Caractéristiques               | Caractéristiques                           | Caractéristiques                         | Caractéristiques | Caractéristiques  |
| 40    | 40                                                                             | 40               | 40               | 40               | 40                             | 40                                         | 40                                       | 40               | 40                |
| 40    | ? ⥋ ?                                                                          | ? ⥋ ?            | ? ⥋ ?            | ? ⥋ ?            | ? ⥋ ?                          | ? ⥋ ?                                      | ? ⥋ ?                                    | ? ⥋ ?            | ? ⥋ ?             |
| ----- | ------------------------------------------------------------------------------ | ---------------- | ---------------- | ---------------- | ------------------------------ | ------------------------------------------ | ---------------------------------------- | ---------------- | ----------------- |
| 40    | Ouverture / Fermeture — / —                                                    | Longueur —       | Durée —          | Nb. d’arrêts —   | Matériel Mercedes-Benz Intouro | Jours de fonctionnement L, Ma, Me, J, V, S | Jour / Soir / Nuit / Fêtes O / — / N / N | Voy. / an —      | Dépôt Teissier    |
| 40    | Desserte : - Pôles d'échanges : - Stations desservies :                        |                  |                  |                  |                                |                                            |                                          |                  |                   |
| 40    | Autre : La desserte de certaines stations ne s'effectue que dans un seul sens. |                  |                  |                  |                                |                                            |                                          |                  |                   |
| 40    | Dernière actualisation : —                                                     |                  |                  |                  |                                |                                            |                                          |                  |                   |
| 41    | 41                                                                             | 41               | 41               | 41               | 41                             | 41                                         | 41                                       | 41               | 41                |
| 41    | ? ⥋ ?                                                                          |                  |                  |                  |                                |                                            |                                          |                  |                   |
| 41    | Ouverture / Fermeture — / —                                                    | Longueur —       | Durée —          | Nb. d’arrêts —   | Matériel Mercedes-Benz Intouro | Jours de fonctionnement L, Ma, Me, J, V, S | Jour / Soir / Nuit / Fêtes O / — / N / N | Voy. / an —      | Dépôt Teissier    |
| 41    | Desserte : - Pôles d'échanges : - Stations desservies :                        |                  |                  |                  |                                |                                            |                                          |                  |                   |
| 41    | Autre : La desserte de certaines stations ne s'effectue que dans un seul sens. |                  |                  |                  |                                |                                            |                                          |                  |                   |
| 41    | Dernière actualisation : —                                                     |                  |                  |                  |                                |                                            |                                          |                  |                   |
| 42    | 42                                                                             | 42               | 42               | 42               | 42                             | 42                                         | 42                                       | 42               | 42                |
| 42    | ? ⥋ ?                                                                          |                  |                  |                  |                                |                                            |                                          |                  |                   |
| 42    | Ouverture / Fermeture — / —                                                    | Longueur —       | Durée —          | Nb. d’arrêts —   | Matériel Mercedes-Benz Intouro | Jours de fonctionnement L, Ma, Me, J, V, S | Jour / Soir / Nuit / Fêtes O / — / N / N | Voy. / an —      | Dépôt Teissier    |
| 42    | Desserte : - Pôles d'échanges : - Stations desservies :                        |                  |                  |                  |                                |                                            |                                          |                  |                   |
| 42    | Autre : La desserte de certaines stations ne s'effectue que dans un seul sens. |                  |                  |                  |                                |                                            |                                          |                  |                   |
| 42    | Dernière actualisation : —                                                     |                  |                  |                  |                                |                                            |                                          |                  |                   |
| 43    | 43                                                                             | 43               | 43               | 43               | 43                             | 43                                         | 43                                       | 43               | 43                |
| 43    | ? ⥋ ?                                                                          |                  |                  |                  |                                |                                            |                                          |                  |                   |
| 43    | Ouverture / Fermeture — / —                                                    | Longueur —       | Durée —          | Nb. d’arrêts —   | Matériel Mercedes-Benz Intouro | Jours de fonctionnement L, Ma, Me, J, V, S | Jour / Soir / Nuit / Fêtes O / — / N / N | Voy. / an —      | Dépôt Teissier    |
| 43    | Desserte : - Pôles d'échanges : - Stations desservies :                        |                  |                  |                  |                                |                                            |                                          |                  |                   |
| 43    | Autre : La desserte de certaines stations ne s'effectue que dans un seul sens. |                  |                  |                  |                                |                                            |                                          |                  |                   |
| 43    | Dernière actualisation : —                                                     |                  |                  |                  |                                |                                            |                                          |                  |                   |
| 44    | 44                                                                             | 44               | 44               | 44               | 44                             | 44                                         | 44                                       | 44               | 44                |
| 44    | ? ⥋ ?                                                                          |                  |                  |                  |                                |                                            |                                          |                  |                   |
| 44    | Ouverture / Fermeture — / —                                                    | Longueur —       | Durée —          | Nb. d’arrêts —   | Matériel Mercedes-Benz Intouro | Jours de fonctionnement L, Ma, Me, J, V, S | Jour / Soir / Nuit / Fêtes O / — / N / N | Voy. / an —      | Dépôt Teissier    |
| 44    | Desserte : - Pôles d'échanges : - Stations desservies :                        |                  |                  |                  |                                |                                            |                                          |                  |                   |
| 44    | Autre : La desserte de certaines stations ne s'effectue que dans un seul sens. |                  |                  |                  |                                |                                            |                                          |                  |                   |
| 44    | Dernière actualisation : —                                                     |                  |                  |                  |                                |                                            |                                          |                  |                   |
| 45    | 45                                                                             | 45               | 45               | 45               | 45                             | 45                                         | 45                                       | 45               | 45                |
| 45    | ? ⥋ ?                                                                          |                  |                  |                  |                                |                                            |                                          |                  |                   |
| 45    | Ouverture / Fermeture — / —                                                    | Longueur —       | Durée —          | Nb. d’arrêts —   | Matériel Mercedes-Benz Intouro | Jours de fonctionnement L, Ma, Me, J, V, S | Jour / Soir / Nuit / Fêtes O / — / N / N | Voy. / an —      | Dépôt Teissier    |
| 45    | Desserte : - Pôles d'échanges : - Stations desservies :                        |                  |                  |                  |                                |                                            |                                          |                  |                   |
| 45    | Autre : La desserte de certaines stations ne s'effectue que dans un seul sens. |                  |                  |                  |                                |                                            |                                          |                  |                   |
| 45    | Dernière actualisation : —                                                     |                  |                  |                  |                                |                                            |                                          |                  |                   |
| 46    | 46                                                                             | 46               | 46               | 46               | 46                             | 46                                         | 46                                       | 46               | 46                |
| 46    | ? ⥋ ?                                                                          |                  |                  |                  |                                |                                            |                                          |                  |                   |
| 46    | Ouverture / Fermeture — / —                                                    | Longueur —       | Durée —          | Nb. d’arrêts —   | Matériel Mercedes-Benz Intouro | Jours de fonctionnement L, Ma, Me, J, V, S | Jour / Soir / Nuit / Fêtes O / — / N / N | Voy. / an —      | Dépôt Teissier    |
| 46    | Desserte : - Pôles d'échanges : - Stations desservies :                        |                  |                  |                  |                                |                                            |                                          |                  |                   |
| 46    | Autre : La desserte de certaines stations ne s'effectue que dans un seul sens. |                  |                  |                  |                                |                                            |                                          |                  |                   |
| 46    | Dernière actualisation : —                                                     |                  |                  |                  |                                |                                            |                                          |                  |                   |
| 47    | 47                                                                             | 47               | 47               | 47               | 47                             | 47                                         | 47                                       | 47               | 47                |
| 47    | ? ⥋ ?                                                                          |                  |                  |                  |                                |                                            |                                          |                  |                   |
| 47    | Ouverture / Fermeture — / —                                                    | Longueur —       | Durée —          | Nb. d’arrêts —   | Matériel Mercedes-Benz Intouro | Jours de fonctionnement L, Ma, Me, J, V, S | Jour / Soir / Nuit / Fêtes O / — / N / N | Voy. / an —      | Dépôt Teissier    |
| 47    | Desserte : - Pôles d'échanges : - Stations desservies :                        |                  |                  |                  |                                |                                            |                                          |                  |                   |
| 47    | Autre : La desserte de certaines stations ne s'effectue que dans un seul sens. |                  |                  |                  |                                |                                            |                                          |                  |                   |
| 47    | Dernière actualisation : —                                                     |                  |                  |                  |                                |                                            |                                          |                  |                   |
| 48    | 48                                                                             | 48               | 48               | 48               | 48                             | 48                                         | 48                                       | 48               | 48                |
| 48    | ? ⥋ ?                                                                          |                  |                  |                  |                                |                                            |                                          |                  |                   |
| 48    | Ouverture / Fermeture — / —                                                    | Longueur —       | Durée —          | Nb. d’arrêts —   | Matériel Mercedes-Benz Intouro | Jours de fonctionnement L, Ma, Me, J, V, S | Jour / Soir / Nuit / Fêtes O / — / N / N | Voy. / an —      | Dépôt Keolis Aude |
| 48    | Desserte : - Pôles d'échanges : - Stations desservies :                        |                  |                  |                  |                                |                                            |                                          |                  |                   |
| 48    | Autre : La desserte de certaines stations ne s'effectue que dans un seul sens. |                  |                  |                  |                                |                                            |                                          |                  |                   |
| 48    | Dernière actualisation : —                                                     |                  |                  |                  |                                |                                            |                                          |                  |                   |
| 49    | 49                                                                             | 49               | 49               | 49               | 49                             | 49                                         | 49                                       | 49               | 49                |
| 49    | ? ⥋ ?                                                                          |                  |                  |                  |                                |                                            |                                          |                  |                   |
| 49    | Ouverture / Fermeture — / —                                                    | Longueur —       | Durée —          | Nb. d’arrêts —   | Matériel Mercedes-Benz Intouro | Jours de fonctionnement L, Ma, Me, J, V, S | Jour / Soir / Nuit / Fêtes O / — / N / N | Voy. / an —      | Dépôt Keolis Aude |
| 49    | Desserte : - Pôles d'échanges : - Stations desservies :                        |                  |                  |                  |                                |                                            |                                          |                  |                   |
| 49    | Autre : La desserte de certaines stations ne s'effectue que dans un seul sens. |                  |                  |                  |                                |                                            |                                          |                  |                   |
| 49    | Dernière actualisation : —                                                     |                  |                  |                  |                                |                                            |                                          |                  |                   |

### Lignes 50 à 59
| Ligne | Caractéristiques                                                               | Caractéristiques | Caractéristiques | Caractéristiques | Caractéristiques               | Caractéristiques                           | Caractéristiques                         | Caractéristiques | Caractéristiques  |
| 50    | 50                                                                             | 50               | 50               | 50               | 50                             | 50                                         | 50                                       | 50               | 50                |
| 50    | ? ⥋ ?                                                                          | ? ⥋ ?            | ? ⥋ ?            | ? ⥋ ?            | ? ⥋ ?                          | ? ⥋ ?                                      | ? ⥋ ?                                    | ? ⥋ ?            | ? ⥋ ?             |
| ----- | ------------------------------------------------------------------------------ | ---------------- | ---------------- | ---------------- | ------------------------------ | ------------------------------------------ | ---------------------------------------- | ---------------- | ----------------- |
| 50    | Ouverture / Fermeture — / —                                                    | Longueur —       | Durée —          | Nb. d’arrêts —   | Matériel Mercedes-Benz Intouro | Jours de fonctionnement L, Ma, Me, J, V, S | Jour / Soir / Nuit / Fêtes O / — / N / N | Voy. / an —      | Dépôt —           |
| 50    | Desserte : - Pôles d'échanges : - Stations desservies :                        |                  |                  |                  |                                |                                            |                                          |                  |                   |
| 50    | Autre : La desserte de certaines stations ne s'effectue que dans un seul sens. |                  |                  |                  |                                |                                            |                                          |                  |                   |
| 50    | Dernière actualisation : —                                                     |                  |                  |                  |                                |                                            |                                          |                  |                   |
| 51    | 51                                                                             | 51               | 51               | 51               | 51                             | 51                                         | 51                                       | 51               | 51                |
| 51    | ? ⥋ ?                                                                          |                  |                  |                  |                                |                                            |                                          |                  |                   |
| 51    | Ouverture / Fermeture — / —                                                    | Longueur —       | Durée —          | Nb. d’arrêts —   | Matériel Mercedes-Benz Intouro | Jours de fonctionnement L, Ma, Me, J, V, S | Jour / Soir / Nuit / Fêtes O / — / N / N | Voy. / an —      | Dépôt Keolis Aude |
| 51    | Desserte : - Pôles d'échanges : - Stations desservies :                        |                  |                  |                  |                                |                                            |                                          |                  |                   |
| 51    | Autre : La desserte de certaines stations ne s'effectue que dans un seul sens. |                  |                  |                  |                                |                                            |                                          |                  |                   |
| 51    | Dernière actualisation : —                                                     |                  |                  |                  |                                |                                            |                                          |                  |                   |
| 52    | 52                                                                             | 52               | 52               | 52               | 52                             | 52                                         | 52                                       | 52               | 52                |
| 52    | ? ⥋ ?                                                                          |                  |                  |                  |                                |                                            |                                          |                  |                   |
| 52    | Ouverture / Fermeture — / —                                                    | Longueur —       | Durée —          | Nb. d’arrêts —   | Matériel Mercedes-Benz Intouro | Jours de fonctionnement L, Ma, Me, J, V, S | Jour / Soir / Nuit / Fêtes O / — / N / N | Voy. / an —      | Dépôt —           |
| 52    | Desserte : - Pôles d'échanges : - Stations desservies :                        |                  |                  |                  |                                |                                            |                                          |                  |                   |
| 52    | Autre : La desserte de certaines stations ne s'effectue que dans un seul sens. |                  |                  |                  |                                |                                            |                                          |                  |                   |
| 52    | Dernière actualisation : —                                                     |                  |                  |                  |                                |                                            |                                          |                  |                   |
| 53    | 53                                                                             | 53               | 53               | 53               | 53                             | 53                                         | 53                                       | 53               | 53                |
| 53    | ? ⥋ ?                                                                          |                  |                  |                  |                                |                                            |                                          |                  |                   |
| 53    | Ouverture / Fermeture — / —                                                    | Longueur —       | Durée —          | Nb. d’arrêts —   | Matériel Mercedes-Benz Intouro | Jours de fonctionnement L, Ma, Me, J, V, S | Jour / Soir / Nuit / Fêtes O / — / N / N | Voy. / an —      | Dépôt Keolis Aude |
| 53    | Desserte : - Pôles d'échanges : - Stations desservies :                        |                  |                  |                  |                                |                                            |                                          |                  |                   |
| 53    | Autre : La desserte de certaines stations ne s'effectue que dans un seul sens. |                  |                  |                  |                                |                                            |                                          |                  |                   |
| 53    | Dernière actualisation : —                                                     |                  |                  |                  |                                |                                            |                                          |                  |                   |
| 54    | 54                                                                             | 54               | 54               | 54               | 54                             | 54                                         | 54                                       | 54               | 54                |
| 54    | ? ⥋ ?                                                                          |                  |                  |                  |                                |                                            |                                          |                  |                   |
| 54    | Ouverture / Fermeture — / —                                                    | Longueur —       | Durée —          | Nb. d’arrêts —   | Matériel Mercedes-Benz Intouro | Jours de fonctionnement L, Ma, Me, J, V, S | Jour / Soir / Nuit / Fêtes O / — / N / N | Voy. / an —      | Dépôt Keolis Aude |
| 54    | Desserte : - Pôles d'échanges : - Stations desservies :                        |                  |                  |                  |                                |                                            |                                          |                  |                   |
| 54    | Autre : La desserte de certaines stations ne s'effectue que dans un seul sens. |                  |                  |                  |                                |                                            |                                          |                  |                   |
| 54    | Dernière actualisation : —                                                     |                  |                  |                  |                                |                                            |                                          |                  |                   |
| 55    | 55                                                                             | 55               | 55               | 55               | 55                             | 55                                         | 55                                       | 55               | 55                |
| 55    | ? ⥋ ?                                                                          |                  |                  |                  |                                |                                            |                                          |                  |                   |
| 55    | Ouverture / Fermeture — / —                                                    | Longueur —       | Durée —          | Nb. d’arrêts —   | Matériel Mercedes-Benz Intouro | Jours de fonctionnement L, Ma, Me, J, V, S | Jour / Soir / Nuit / Fêtes O / — / N / N | Voy. / an —      | Dépôt Keolis Aude |
| 55    | Desserte : - Pôles d'échanges : - Stations desservies :                        |                  |                  |                  |                                |                                            |                                          |                  |                   |
| 55    | Autre : La desserte de certaines stations ne s'effectue que dans un seul sens. |                  |                  |                  |                                |                                            |                                          |                  |                   |
| 55    | Dernière actualisation : —                                                     |                  |                  |                  |                                |                                            |                                          |                  |                   |
| 56    | 56                                                                             | 56               | 56               | 56               | 56                             | 56                                         | 56                                       | 56               | 56                |
| 56    | ? ⥋ ?                                                                          |                  |                  |                  |                                |                                            |                                          |                  |                   |
| 56    | Ouverture / Fermeture — / —                                                    | Longueur —       | Durée —          | Nb. d’arrêts —   | Matériel Mercedes-Benz Intouro | Jours de fonctionnement L, Ma, Me, J, V, S | Jour / Soir / Nuit / Fêtes O / — / N / N | Voy. / an —      | Dépôt —           |
| 56    | Desserte : - Pôles d'échanges : - Stations desservies :                        |                  |                  |                  |                                |                                            |                                          |                  |                   |
| 56    | Autre : La desserte de certaines stations ne s'effectue que dans un seul sens. |                  |                  |                  |                                |                                            |                                          |                  |                   |
| 56    | Dernière actualisation : —                                                     |                  |                  |                  |                                |                                            |                                          |                  |                   |
| 57    | 57                                                                             | 57               | 57               | 57               | 57                             | 57                                         | 57                                       | 57               | 57                |
| 57    | ? ⥋ ?                                                                          |                  |                  |                  |                                |                                            |                                          |                  |                   |
| 57    | Ouverture / Fermeture — / —                                                    | Longueur —       | Durée —          | Nb. d’arrêts —   | Matériel Mercedes-Benz Intouro | Jours de fonctionnement L, Ma, Me, J, V, S | Jour / Soir / Nuit / Fêtes O / — / N / N | Voy. / an —      | Dépôt —           |
| 57    | Desserte : - Pôles d'échanges : - Stations desservies :                        |                  |                  |                  |                                |                                            |                                          |                  |                   |
| 57    | Autre : La desserte de certaines stations ne s'effectue que dans un seul sens. |                  |                  |                  |                                |                                            |                                          |                  |                   |
| 57    | Dernière actualisation : —                                                     |                  |                  |                  |                                |                                            |                                          |                  |                   |
| 58    | 58                                                                             | 58               | 58               | 58               | 58                             | 58                                         | 58                                       | 58               | 58                |
| 58    | ? ⥋ ?                                                                          |                  |                  |                  |                                |                                            |                                          |                  |                   |
| 58    | Ouverture / Fermeture — / —                                                    | Longueur —       | Durée —          | Nb. d’arrêts —   | Matériel Mercedes-Benz Intouro | Jours de fonctionnement L, Ma, Me, J, V, S | Jour / Soir / Nuit / Fêtes O / — / N / N | Voy. / an —      | Dépôt —           |
| 58    | Desserte : - Pôles d'échanges : - Stations desservies :                        |                  |                  |                  |                                |                                            |                                          |                  |                   |
| 58    | Autre : La desserte de certaines stations ne s'effectue que dans un seul sens. |                  |                  |                  |                                |                                            |                                          |                  |                   |
| 58    | Dernière actualisation : —                                                     |                  |                  |                  |                                |                                            |                                          |                  |                   |
| 59    | 59                                                                             | 59               | 59               | 59               | 59                             | 59                                         | 59                                       | 59               | 59                |
| 59    | ? ⥋ ?                                                                          |                  |                  |                  |                                |                                            |                                          |                  |                   |
| 59    | Ouverture / Fermeture — / —                                                    | Longueur —       | Durée —          | Nb. d’arrêts —   | Matériel Mercedes-Benz Intouro | Jours de fonctionnement L, Ma, Me, J, V, S | Jour / Soir / Nuit / Fêtes O / — / N / N | Voy. / an —      | Dépôt —           |
| 59    | Desserte : - Pôles d'échanges : - Stations desservies :                        |                  |                  |                  |                                |                                            |                                          |                  |                   |
| 59    | Autre : La desserte de certaines stations ne s'effectue que dans un seul sens. |                  |                  |                  |                                |                                            |                                          |                  |                   |
| 59    | Dernière actualisation : —                                                     |                  |                  |                  |                                |                                            |                                          |                  |                   |

### Lignes 60 à 69
| Ligne | Caractéristiques                                                               | Caractéristiques | Caractéristiques | Caractéristiques | Caractéristiques               | Caractéristiques                           | Caractéristiques                         | Caractéristiques | Caractéristiques |
| 60    | 60                                                                             | 60               | 60               | 60               | 60                             | 60                                         | 60                                       | 60               | 60               |
| 60    | ? ⥋ ?                                                                          | ? ⥋ ?            | ? ⥋ ?            | ? ⥋ ?            | ? ⥋ ?                          | ? ⥋ ?                                      | ? ⥋ ?                                    | ? ⥋ ?            | ? ⥋ ?            |
| ----- | ------------------------------------------------------------------------------ | ---------------- | ---------------- | ---------------- | ------------------------------ | ------------------------------------------ | ---------------------------------------- | ---------------- | ---------------- |
| 60    | Ouverture / Fermeture — / —                                                    | Longueur —       | Durée —          | Nb. d’arrêts —   | Matériel Mercedes-Benz Intouro | Jours de fonctionnement L, Ma, Me, J, V, S | Jour / Soir / Nuit / Fêtes O / — / N / N | Voy. / an —      | Dépôt —          |
| 60    | Desserte : - Pôles d'échanges : - Stations desservies :                        |                  |                  |                  |                                |                                            |                                          |                  |                  |
| 60    | Autre : La desserte de certaines stations ne s'effectue que dans un seul sens. |                  |                  |                  |                                |                                            |                                          |                  |                  |
| 60    | Dernière actualisation : —                                                     |                  |                  |                  |                                |                                            |                                          |                  |                  |
| 61    | 61                                                                             | 61               | 61               | 61               | 61                             | 61                                         | 61                                       | 61               | 61               |
| 61    | ? ⥋ ?                                                                          |                  |                  |                  |                                |                                            |                                          |                  |                  |
| 61    | Ouverture / Fermeture — / —                                                    | Longueur —       | Durée —          | Nb. d’arrêts —   | Matériel Mercedes-Benz Intouro | Jours de fonctionnement L, Ma, Me, J, V, S | Jour / Soir / Nuit / Fêtes O / — / N / N | Voy. / an —      | Dépôt —          |
| 61    | Desserte : - Pôles d'échanges : - Stations desservies :                        |                  |                  |                  |                                |                                            |                                          |                  |                  |
| 61    | Autre : La desserte de certaines stations ne s'effectue que dans un seul sens. |                  |                  |                  |                                |                                            |                                          |                  |                  |
| 61    | Dernière actualisation : —                                                     |                  |                  |                  |                                |                                            |                                          |                  |                  |